# Władysław Jerzak

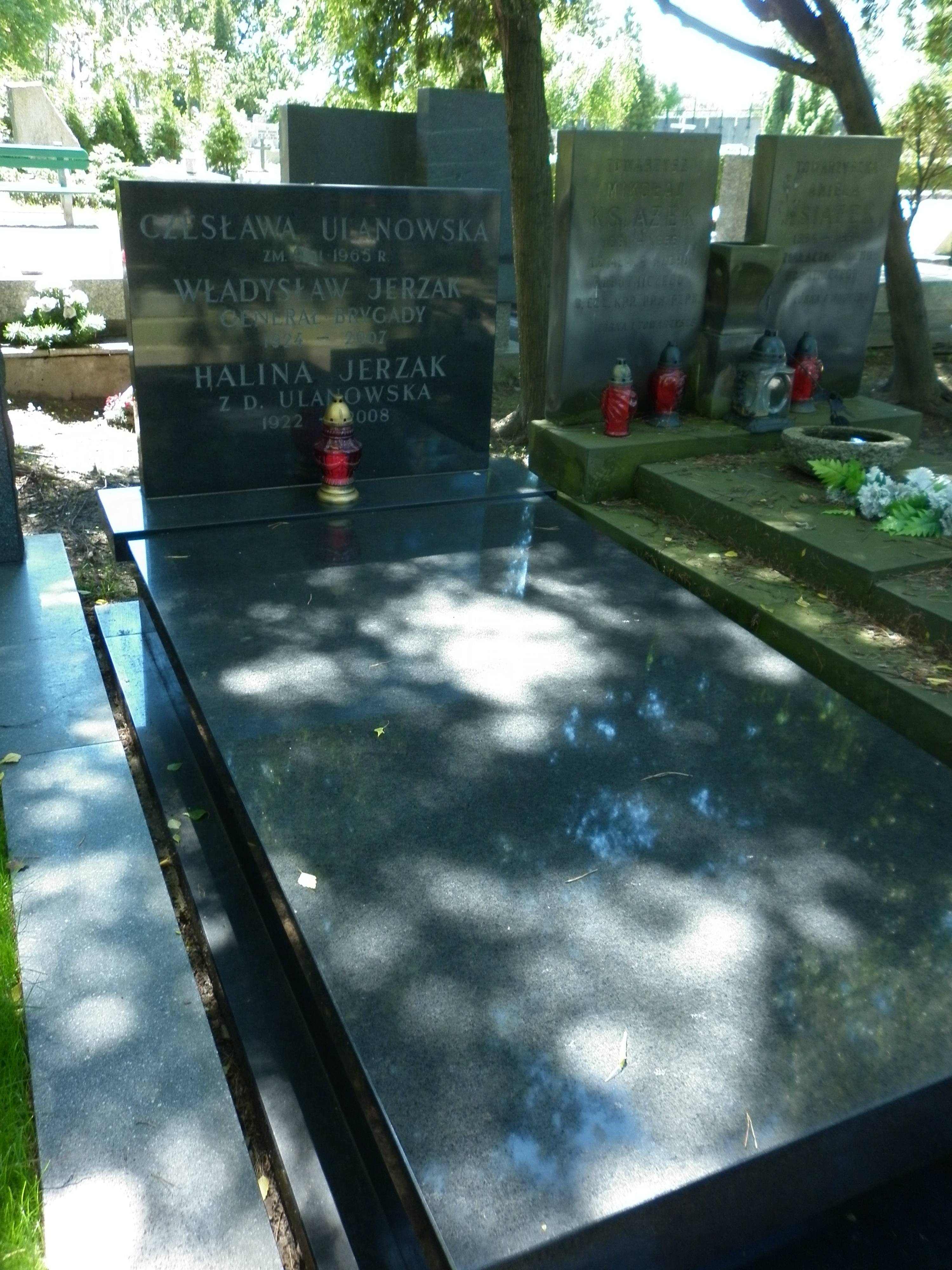
Grób Władysława Jerzaka na cmentarzu Wojskowym na Powązkach

Władysław Jerzak (ur. 2 stycznia 1924 w Pustelniku, zm. 4 kwietnia 2007 tamże) – generał brygady WP.

## Życiorys
Był synem Juliana i Władysławy z domu Kowalczyk. Po ukończeniu szkoły podstawowej w Pustelniku był w latach 1935–1939 uczniem Gimnazjum Towarzystwa Szkół Średnich w Mińsku Mazowieckim, a w latach 1940–1942 uczył się na tajnych kompletach Liceum Towarzystwa Szkół Średnich w Mińsku Mazowieckim. W 1941 wstąpił do ZWZ, w latach 1942–1944 był żołnierzem Armii Krajowej i równocześnie studiował konspiracyjnie na Wydziale Humanistycznym Uniwersytetu Warszawskiego. 18 sierpnia 1944 wstąpił na własną prośbę do ludowego Wojska Polskiego. Początkowo został skierowany do 3 Zapasowego Pułku Piechoty w Lublinie, a od września 1944 był podchorążym Oficerskiej Szkoły Artylerii w Chełmie. 25 lutego 1945 promowany na stopień podporucznika w korpusie oficerów artylerii  i wyznaczony na dowódcę plutonu w 38 Pułku Piechoty w Kożuchowie (w strukturach 11 Dywizji Piechoty). W 1946 odbył kurs w Centrum Wyszkolenia Piechoty w Rembertowie, a następnie do czerwca 1952 studiował na Fakultecie Technicznym Akademii Artylerii im. Dzierżyńskiego w Moskwie. Studia ukończył z oceną bardzo dobrą i został inżynierem artylerii ze specjalnością materiałów wybuchowych i prochów (dyplom ten zweryfikowano w Polsce jako magister inżynier chemii). Podczas studiów dosłużył się stopnia kapitana, a zaraz po powrocie do kraju został majorem w korpusie oficerów uzbrojenia. W 1952 został przedstawicielem wojskowym 11 Przedstawicielstwa Wojskowego w Pionkach. 
Od listopada 1953 pracował w Departamencie Uzbrojenia MON, gdzie był kolejno szefem wydziału koordynacji prac naukowo-badawczych Oddziału XI, a następnie szefem Oddziału XI Koordynacji Prac Naukowo-Badawczych. Od 1955 był szefem Oddziału VII Naukowo-Technicznego. Od 31 VIII 1956 był zastępcą szefa Zarządu XIII Sztabu Generalnego WP, a od listopada 1956 komendantem Centralnego Naukowo-Badawczego Poligonu Artyleryjskiego w Zielonce (po reorganizacji od grudnia 1958 był komendantem Centralnego Badawczego Poligonu Artyleryjskiego). 31 maja 1960 został szefem Departamentu Uzbrojenia MON. Od lutego do lipca 1963 odbył kurs w Wyższej Artyleryjsko-Inżynieryjnej Szkole w Penzie (ZSRR). 1 października 1963 na mocy uchwały Rady Państwa PRL otrzymał nominację na stopień generała brygady; nominację wręczył mu w Belwederze 9 października 1963 przewodniczący Rady Państwa PRL Aleksander Zawadzki. W związku z pogorszeniem stanu zdrowia od stycznia 1966 był inspektorem ds. uzbrojenia Sztabu Generalnego WP, a od czerwca 1967 Inspektorem ds. Uzbrojenia Samodzielnych Stanowisk Kierownictwa Sztabu Generalnego WP. Na mocy rozkazu personalnego MON z 29 czerwca 1968 zwolniony z zawodowej służby wojskowej ze względu na stan zdrowia i 25 kwietnia 1969 przeniesiony w stan spoczynku. Po przejściu w stan spoczynku mieszkał w Pustelniku, gdzie prowadził rodzinne gospodarstwo.  
Od 1948 żonaty z Haliną z domu Ulanowską (1922–2008). Miał syna.  
Pochowany na cmentarzu Wojskowym na Powązkach w Warszawie (kwatera C2-13-12).

## Awanse
W trakcie wieloletniej służby w ludowym Wojsku Polskim otrzymywał awanse na kolejne stopnie wojskowe:
- podporucznik – 1945
- porucznik – 1946
- kapitan – 1948
- major – 1952
- podpułkownik – 1955
- pułkownik – 1958
- generał brygady – 1963

## Ordery i odznaczenia
- Order Sztandaru Pracy II klasy (1964)
- Złoty Krzyż Zasługi (1957)
- Srebrny Krzyż Zasługi (30 maja 1946)[3]
- Medal 10-lecia Polski Ludowej (1955)
- Złoty Medal „Siły Zbrojne w Służbie Ojczyzny” (1968)